# Kužiai
Kužiai (pol. Kuże) – miasteczko na Litwie, w okręgu szawelskim, w rejonie szawelskim, siedziba administracyjna gminy Kužiai. W 2011 roku liczyło 1168 mieszkańców.
W miejscowości znajduje się zabytkowy kościół drewniany ufundowany w XVII wieku przez Jana Kazimierza Godlewskiego, odnowiony następnie w 1836 roku oraz stacja kolejowa Kužiai.